# Karin Bjurström
Karin Maria Bjurström, född 5 september 1966 i Örebro, är en svensk skådespelare och sångerska.

## Biografi
Bjurström studerade vid Teaterhögskolan vid Göteborgs universitet 1987–1990 och var efter examen under flera år engagerad vid Stockholms stadsteater. Därefter har hon spelat på Dramaten och en del fria scener. Hon startade en egen teater, Dagmarteatern, till vilken hon skrivit egna pjäser och även svarat för scenografin. Hösten 2008 spelade hon i den egna pjäsen I själen alltid ren på Playhouse Teater i Stockholm i regi av Antonio Alonso. Pjäsen är en dramatisering av Anita Goldmans bok om Sigrid Hjertén.
Karin Bjurström är teaterlärare på Södra Latin och vid Stockholms elementära teaterskola i Stockholm.[källa behövs]
För den stora publiken är hon mest känd som Jeanette Wester i Rederiet.

## Filmografi
- 1992 – Rederiet (TV-serie) (till och med 1999)
- 1993 – Snoken (TV-serie)
- 1993 – Konungen (kortfilm)
- 1993 – Blod & persikor (kortfilm)
- 1994 – Illusioner
- 1994 – Den vite riddaren (TV-serie)
- 1995 – Snutarna (TV-serie)
- 1995 – Anmäld försvunnen (TV-serie)
- 1995 – Arne Anka - En afton på Zekes
- 1997 – Adam & Eva
- 1999 – Vuxna människor
- 2000 – Judith (TV-serie)
- 2001 – Reuter & Skoog (TV-serie)
- 2003 – Lillebror på tjuvjakt
- 2003 – Paragraf 9 (TV-serie)
- 2007 – Punkspark (kortfilm)
- 2007 – Myskväll (kortfilm)
- 2009 – Oskyldigt dömd (TV-serie)
- 2011 – Irene Huss – I skydd av skuggorna
- 2012 – Cockpit
- 2015 – Beck – Rum 302
- 2019 – Ahmad Maryam
- 2019 – Hidden - Förstfödd (TV-serie)
- 2019 – Heder (TV-serie)

## Teater

### Roller (ej komplett)
| År   | Roll                | Produktion                                                       | Regi                | Teater                 |
| ---- | ------------------- | ---------------------------------------------------------------- | ------------------- | ---------------------- |
| 1991 | Ida Servitrisen     | Minns du den stad Per Anders Fogelström                          | Johan Bergenstråhle | Stockholms stadsteater |
| 1991 | Mona                | Järnbörd Magnus Dahlström                                        | Måns Edwall         | Stockholms stadsteater |
| 1995 | Chloe Coverly       | Arkadien (Arcadia) Tom Stoppard                                  | Frej Lindqvist      | Stockholms stadsteater |
| 1996 | Magdelon            | De löjliga preciöserna (Les Précieuses Ridicules) Molière        | Thommy Berggren     | Dramaten               |
| 1996 | Siv Carita Falk     | Fint folk Kent Andersson                                         | Thommy Berggren     | Dramaten               |
| 2000 | Beatrice Riddaranka | Lorden från gränden (Me and My Girl) L. Arthur Rose och Noel Gay | Thomas Ryberger     | Intiman                |

### Fotnoter
1. 1 2  ”Karin Bjurström”. Svensk Filmdatabas. http://sfi.se/sv/svensk-filmdatabas/Item/?type=PERSON&itemid=197171&ref=%2ftemplates%2fSwedishFilmSearchResult.aspx%3fid%3d1225%26epslanguage%3dsv%26searchword%3dKarin+Bjurstr%C3%B6m%26type%3dPerson%26match%3dBegin%26page%3d1%26prom%3dFalse. Läst 14 oktober 2012.
2. ↑  Monica Frime (3 september 2006). ”Karin Bjurström "Det känns faktiskt helt okej"”. HD. http://www.hd.se/familj/2006/09/03/karin-bjurstrom-det-kanns-faktiskt-helt-okej/. Läst 13 juni 2015.